# 蟹沢可名
蟹沢 可名（かにさわ かな、 1984年6月25日 -）は、女性フードファイター、グラビアアイドル。宮城県仙台市出身。

## 人物
趣味はカラオケ、映画観賞、食べること。
チャームポイントは笑うとできるえくぼ。
2007年からは、大食い特集に出演する大食いタレントとしても活動。
他のアイドルを研究しており、Berryz工房・ ℃-uteなど、ハロプロアイドルがお気に入り。
GyaOのカラオケの動画投稿のランキングでは、上位をキープしている時期もあったが現在は投稿を禁止された模様。彼女がGyaOのサイトに投稿した動画には、サンタのコスプレ
好きな食べ物はガリガリ君アイス、リンゴジュース、メロン、焼肉など。

## 作品

### CD
1. 四の五の言わずに食べてよ! （サウストゥノースレコーズ、2008年7月10日）

### DVD
1. Surprise（イーネット・フロンティア、2007年8月22日）
2. 蟹沢可名 in 香港（2008年9月25日）
3. COLOR
4. もしも彼女が大食いアイドルだったら
5. ＰＧ（有限会社ターンテーブル、2009年10月25日）[2]
6. 衝撃！（晋遊舎、2010年1月27日）

### WEB
- Recommended Eggs 蟹沢可名